# Ihr Häuser des Himmels, ihr scheinenden Lichter, BWV 193a
Ihr Häuser des Himmels, ihr scheinenden Lichter, BWV 193a (Portes del cel, llums radiants) és una cantata de Johann Sebastian Bach composta a Leipzig l'any 1727 per a l'onomàstica de Frederick August I, príncep elector de Saxònia i rei de Polònia.
El text és de Picander però la música s'ha perdut i només s'ha pogut reconstruir a partir de la BWV 193. Sembla que ambdues cantates provenen d'una més antiga de l'època de Köthen.